# بارنتوود
بارنتوود (به انگلیسی: Burntwood) یک منطقهٔ مسکونی در انگلستان است که در میدلند غربی واقع شده‌است.

## خصوصیات
بارنتوود ۲۶٬۰۴۹ نفر جمعیت دارد.